# Apollo Guidance Computer

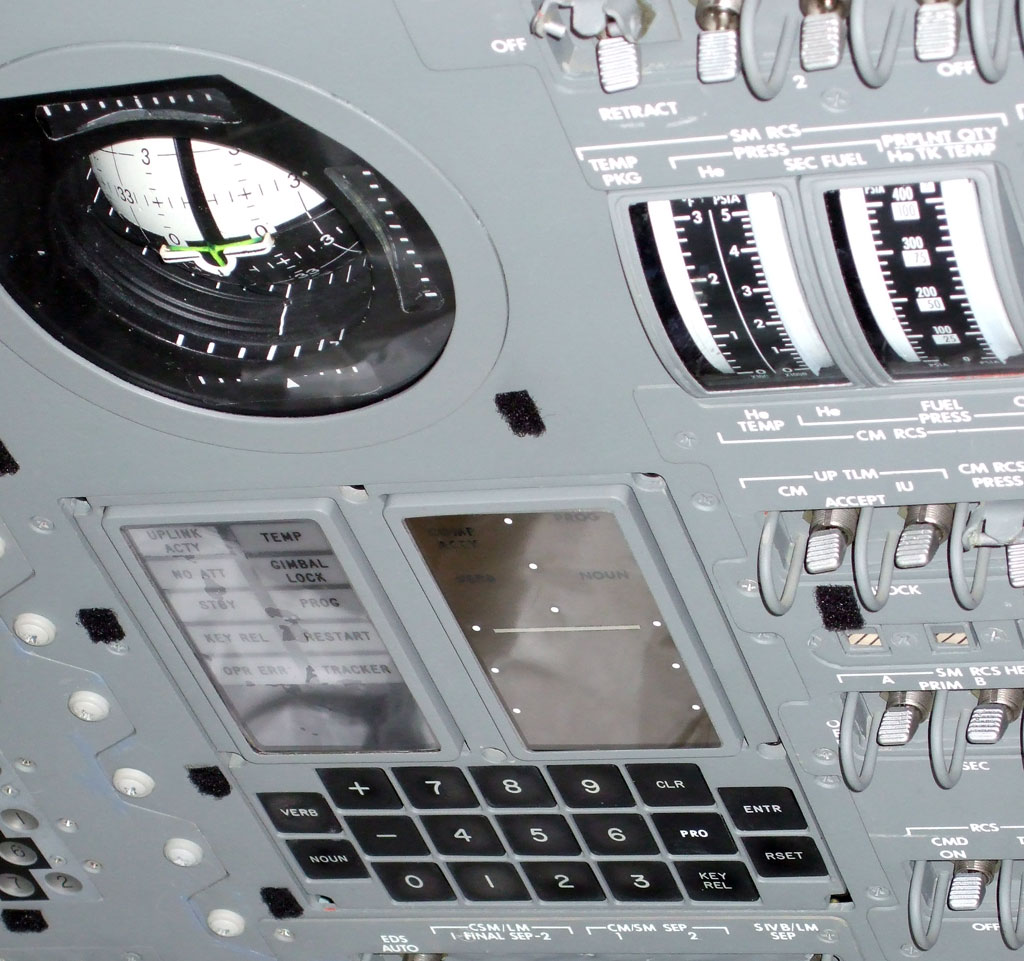
L'interfaccia DSKY dell'AGC sul pannello del modulo di comando Apollo.

L'Apollo Guidance Computer (AGC) era il computer di bordo del Programma Apollo della NASA utilizzato, oltre che nel Modulo di Comando, anche all'interno del LEM, Lunar Excursion Module, per le manovre di allunaggio e di decollo dal suolo lunare.
L'AGC fu progettato al MIT Instrumentation Laboratory sotto la guida di Charles Stark Draper, con progetto dell'hardware condotto da Eldon C. Hall. I primi sviluppi architetturali furono di J.H. Laning Jr., Albert Hopkins, Ramon Alonso e Hugh Blair-Smith. L'hardware per il volo fu costruito dalla Raytheon.
Era basato su una unità di calcolo da 2 MHz di velocità di clock, di 2 Kwords di memoria RAM e di una trentina abbondante di Kwords di memoria ROM. Quest'ultima conteneva, principalmente, dati e programmi.
L'AGC era multitasking, essendo in grado di eseguire fino a 8 programmi contemporaneamente.
Fu il primo computer ad utilizzare circuiti integrati: nella sua prima versione utilizzava 4.100 chip di porte logiche NOR. Nella seconda versione, che utilizzava due porte logiche NOR all'interno di ogni integrato, il numero complessivo di chip fu ridotto a 2.800.
Tutti questi integrati erano tra loro interconnessi con un sistema wire-wrapping, ovvero a filo, che garantiva un collegamento migliore rispetto alle saldature su circuito stampato.
Le RAM e le ROM dell'AGC non erano basate su circuiti integrati, ma erano memorie a nuclei di ferrite, nei quali ogni bit di informazione è rappresentato dalla polarità del campo magnetico di un piccolo anello in materiale ferromagnetico mantenuta per isteresi. Gli anelli sono posti alle intersezioni di una matrice di sottili conduttori elettrici.
Il DSKY (pronuncia "dis-chi", per display-keyboard) era l'unità di interfacciamento del complesso sistema informatico con l'equipaggio umano di bordo: si trattava di una semplice tastiera numerica simile a quella delle calcolatrici, più alcune spie e un display essenziale, a segmenti elettroluminescenti verdi, in grado di mostrare numeri positivi o negativi.